# Gottfrid Billing
Axel Gottfrid Leonard Billing (29 avril 1841 - 14 janvier 1925) est un ecclésiastique et théologien suédois qui est membre de l'Académie suédoise, membre du Första kammaren au Riksdag et évêque de Lund de 1898 à 1925.

## Jeunesse
Billing est né à Önnestad dans la municipalité de Kristianstad, fils de Magnus Billing et Hedvig Charlotta Collin. Au début des années 1860, Billing s'inscrit comme étudiant en théologie à l'Université de Lund. Il a une vision politique très conservatrice qui est parfois qualifiée d'Oscarienne après le roi Oscar II. En 1881, il devient professeur de théologie pratique à l'Université de Lund.

## Évêque
En 1884, il est nommé évêque de Västerås et sacré le 7 septembre 1884 par l'archevêque Anton Niklas Sundberg. À Västerås, il approfondit ses contacts avec la famille royale. Il représente également Västerås dans la première chambre du parlement sur les bancs conservateurs. En 1900, après la mort d'Anton Niklas Sundberg, Billing se voit offrir le poste d'archevêque d'Uppsala, mais il refuse. Il accepte de prendre la place de Sundberg à l'Académie suédoise, poste qu'il conserve jusqu'à sa mort en 1925. En 1898, il est nommé évêque de Lund.
Billing est élu membre de l'Académie royale des sciences de Suède en 1908 et de la Société royale des sciences humaines de Lund en 1919. Il reçoit un doctorat honorifique à Lund le 28 septembre 1918 et reçoit l'Ordre des Séraphins le 6 juin 1921.[réf. souhaitée]

## Vie privée
En 1868, il épouse Frida Bring, fille de l'évêque Ebbe Gustaf Bring de Linköping, et Ulla Ehrenborg, sœur de l'écrivaine Betty Ehrenborg (en). Il est le père d'Einar Billing (en) Évêque de Västerås et beau-père d'Edvard Magnus Rodhe, évêque de Lund.
Billing meurt en 1925 et est enterré à Norra kyrkogården à Lund,,.